# Kronika pewnej miłości
Kronika pewnej miłości (wł. Cronaca di un amore) – włoski dramat obyczajowy z 1950 roku w reżyserii Michelangelo Antonioniego, będący jego pełnometrażowym debiutem fabularnym.

## Fabuła
Film to miłosno-kryminalna historia. Bogaty przemysłowiec z Mediolanu Enrico Fontana po znalezieniu kilku starych fotografii swojej młodej i pięknej żony poślubionej rok wcześniej staje się zazdrosny. Pragnie dowiedzieć się, czy żona spotyka się jeszcze z mężczyzną ze zdjęć i w tym celu zleca detektywowi Carloniemu przeprowadzenie śledztwa na temat jej przeszłości. Paola Molon Fontana to wyrafinowana i luksusowa kobieta, która zaczyna się bać, że mąż dowie się o jej przedwojennym kochanku Guido z Ferrary, będącym wtedy narzeczonym jej przyjaciółki i o tym że oboje przyczynili się do jej śmierci w windzie. Wydarzenie to niespodziewanie przerwało ich romans. Przeszłość nagle ożywa, gdy w Mediolanie po siedmiu latach pojawia się u niej Guido. Paola, obawiając się ujawnienia prawdy, rozpoczyna cyniczną grę i zostaje jego kochanką, a ten naiwnie wierzy w pozory miłości.

## Obsada
- Lucia Bosé – Paola Molon Fontana
- Massimo Girotti – Guido
- Ferdinando Sarmi – Enrico Fontana
- Gino Rossi – Carloni, detektyw
- Marika Rowsky – Joy, modelka
- Rosi Mirafiore – służąca w barze
- Rubi D’Alma – przyjaciółka Paoli
- Franco Fabrizi – prezenter na pokazie mody
- Vittoria Mondello – Matilde

## Produkcja
Zdjęcia kręcono w Mediolanie, Vermezzo i Ferrarze.